# 平野心暖
平野 心暖（ひらの しのん、男性、2001年4月30日 - ）は、日本の元子役である。
過去にジョビィキッズプロダクションに所属していた。
伯父はR&BシンガーのHI-D。
現在は、大学6年生で最終学年であり、2026年3月31日をもって卒業予定となっている。

## 出演

### 映画
- シュガー&スパイス〜風味絶佳〜（2006年9月16日）
- アジアンタムブルー（2006年11月18日）
- なくもんか（2009年）下井草祐太（幼少） 役
- RAILWAYS 49歳で電車の運転士になった男の物語（2010年）健 役

### テレビドラマ
- 水曜ミステリー9 信濃のコロンボ事件ファイル 第15作〜愛するあまり〜（2007年10月24日、テレビ東京）
- 斉藤さん（2008年、日本テレビ）真野尊 役
- 愛の劇場 大好き!五つ子2008（2008年、TBS）杉本智 役
- 日曜劇場 SCANDAL（2008年、TBS）河合晴彦 役
- ワンセグ配信 5んドラ（2009年、NHKワンセグ2）少年 役
- 月曜ゴールデン 刑事シュート2（2009年、TBS）光彦幼少 役
- ギネ 産婦人科の女たち 第3話（2009年、日本テレビ）
- 左目探偵EYE 第5話（2010年、日本テレビ）谷田部小太郎 役
- 刑事シュート しゅうと&ムコの事件日誌2（2010年、TBS）
- 明日の光をつかめ（2010年、東海テレビ・フジテレビ系）小早川裕也 役

### CM
- アリコジャパン こども保険 -お子さんのために篇-
- 公明党
- 花王 ヘルシアウォーター